# 氯环丙烷
氯环丙烷是一种有机氯化合物，化学式为C3H5Cl。它可由环丙烷和氯气光照反应得到，反应会生成多氯代物，并可通过物理手段分离。它在加热时会异构化，生成3-氯丙烯。它和金属锂在醚中反应，可以得到联环丙烷；和镁反应，可以得到环丙基氯化镁。